# Museo di palazzo Doebbing
Il museo di Palazzo Doebbing è un museo di Sutri, in provincia di Viterbo. Ha sede nell'ex palazzo vescovile della diocesi di Sutri e prende il nome da Joseph Bernard Döbbing, vescovo delle diocesi unite di Nepi e Sutri dal 1900 al 1916.

## Storia

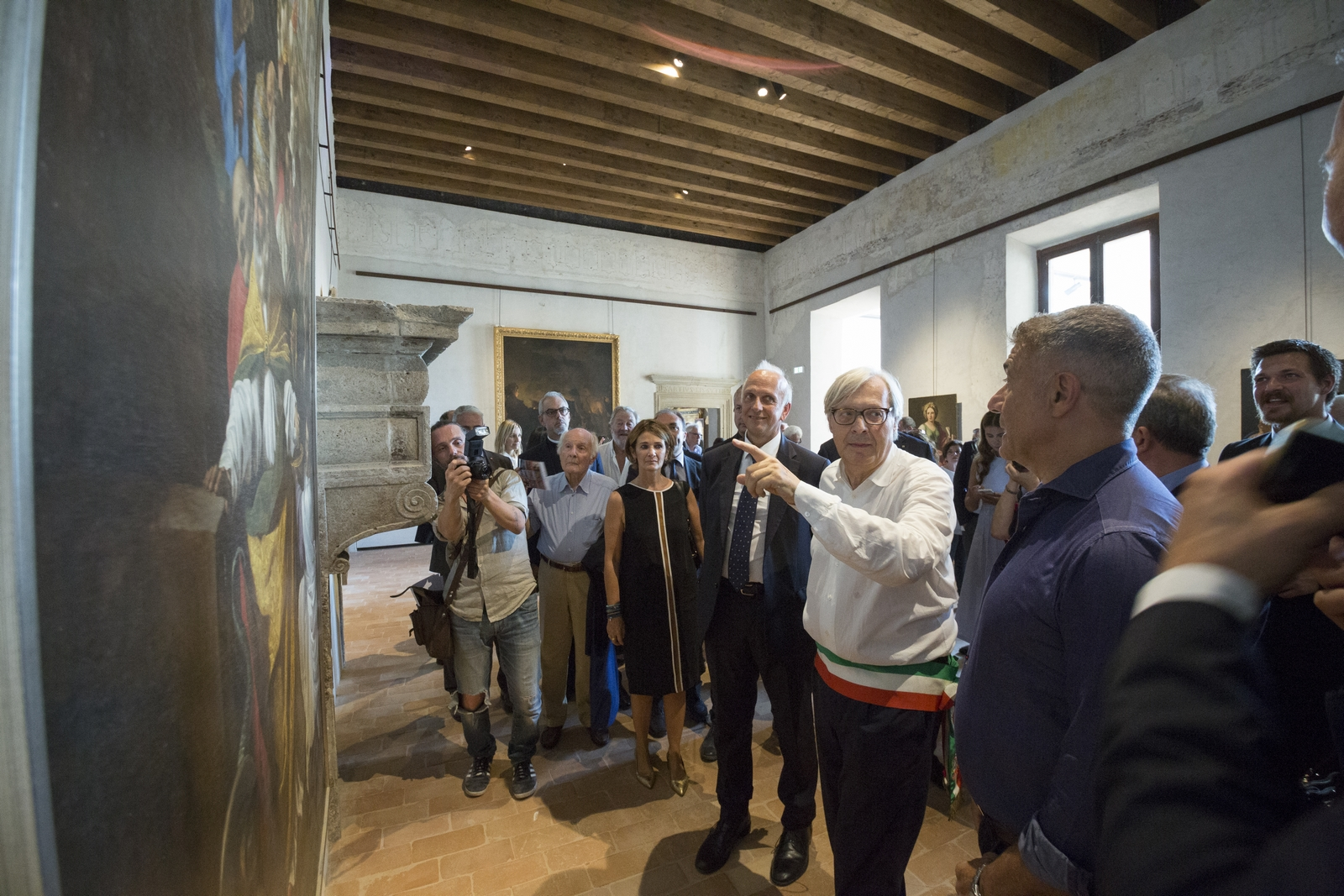
Vittorio Sgarbi, nel corso dell'inaugurazione del museo, illustra un'opera al ministro dell'Istruzione, Marco Bussetti, e all'ex ministro Alfonso Pecoraro Scanio

Il vescovado di Sutri attesta le antiche radici cristiane della città sin dai primi secoli del Medio Evo. Sede di numerosi porporati d’alto lignaggio, tra cui di un Papa, Pio V, promotore della riforma tridentina, e di Joseph Bernard Döbbing. Nato in Germania nel 1855, nel 1900 viene eletto vescovo di Nepi e Sutri. È proprio per sua volontà che viene operata una radicale ristrutturazione del palazzo vescovile. A lui, infatti, è dovuta la struttura neogotica dell'edificio, l'aggiunta delle merlature, della torre dell'orologio, della balconata e altre importanti modifiche all'impianto originale, risalente al XIII secolo. Il vescovo Doebbing muore a Roma nel 1916 dopo breve malattia.  
Il palazzo, sede della diocesi di Sutri fino al 1986, è stato oggetto, nel periodo 2010/2018, di un lavoro di ristrutturazione, voluto dalla diocesi di Civita Castellana e finanziato dalla Regione Lazio.
L'intervento di recupero e trasformazione in sede museale realizzato su progetto dell'architetto Romano Adolini, ha consentito la creazione della struttura espositiva per una superficie complessiva di circa 1000 metri quadri.
Su proposta del sindaco di Sutri, Vittorio Sgarbi, anche grazie all'intesa con monsignor Romano Rossi, vescovo della diocesi di Civita Castellana, il palazzo è intitolato al vescovo Doebbing ed è, dal 14 settembre 2018, sede museale.

## Inaugurazione
Il museo, nato per volontà del sindaco di Sutri, Vittorio Sgarbi, è stato inaugurato ufficialmente il 14 settembre 2018, alla presenza del ministro dell'Istruzione, Marco Bussetti e del professor avvocato Emmanuele Francesco Maria Emanuele, presidente della Fondazione Terzo Pilastro - Internazionale, che si è reso disponibile, tramite la sua fondazione, a finanziare le attività di Palazzo Doebbing.